# Свидницкий повет (Нижнесилезское воеводство)
Свидницкий повет (пол. Powiat świdnicki) — повет (район) в Польше, входит как административная единица в Нижнесилезское воеводство. Центр повета — город Свидница. Занимает площадь 742,89 км². Население — 159 633 человека (на 31 декабря 2015 года).

## Административное деление
- города: Свидница, Свебодзице, Явожина-Слёнска, Стшегом, Жарув
- городские гмины: Свидница, Свебодзице
- городско-сельские гмины: Гмина Явожина-Слёнска, Гмина Стшегом, Гмина Жарув
- сельские гмины: Гмина Добромеж, Гмина Марциновице, Гмина Свидница

## Демография
Население повета дано на 31 декабря 2015 года.
| Перепись            | Всего   | Мужчины | Женщины |
| ------------------- | ------- | ------- | ------- |
| Всего               | 159 633 | 77 047  | 82 586  |
| Городское население | 110 009 | 52 344  | 57 665  |
| Сельское население  | 49 624  | 24 703  | 24 921  |